# Edith Michell
Edith Mary Ann Michell est une joueuse d'échecs britannique née en juillet 1872 et morte le 18 octobre 1951. Elle fut quatrième du championnat du monde féminin en 1927 et 1933.

## Biographie et carrière
Edith Michell était l'épouse de Reginald Pryce Michell, également joueur d'échecs, qui représenta la Grande-Bretagne à l'olympiade d'échecs en 1927 (à Londres) et 1933.
Edith Michell remporta le championnat britannique féminin en 1931, 1932 et 1935.
En 1927, elle finit quatrième, ex æquo avec Edith Holloway, du premier championnat du monde d'échecs féminin avec 6 points sur 11.
En 1933, elle finit quatrième du championnat du monde féminin de Folkstone avec 8 points sur 14 (tournoi remporté par Vera Menchik).